# بوداي
بوداي هي إحدى القرى اللبنانية من قرى قضاء بعلبك في محافظة بعلبك الهرمل، مساحتها 5989 هكتارًا، وعدد سكانها 5475 نسمة.

## الموقع
تقع بوداي في قضاء بعلبك،غرب نهر الليطاني في سفوح جبل لبنان. تقع عند سفح سلسلة جبال لبنان، وتطل على سهل البقاع باتجاه مدينة بعلبك وسلسلة جبال لبنان الشرقية التي تفصل لبنان عن سوريا. تتميز جبالها الخضراء بمناظر طبيعية جميلة وصخور وأشجار بلوط طويلة خضراء دائمًا. بالإضافة إلى أماكن للصيد والتزلج في الشتاء في جبالها. ترتفع عن سطح البحر بحوالي 1050م، تبعد عن العاصمة بيروت بحوالي 1000كم عبر بعلبك- دير الأحمر- شليفا، أو عبر زحلة- ابلح- شمسطار، يحدها من الشمال بلدة شيلفا، ومن الجنوب بلدة السعيدة، ومن الشرق حوش الذهب، وتمتد أراضيها من جهة الغرب حتي خراج العاقورة ومرتفعات السلسلة الغربية، أهم الزراعات بها: المشمش، البطاطا، الحبوب، والبصل. شهدت بوداي في السنوات الأخيرة حركة نزوح كبيرة نحو بيروت والضواحي ؛ وذلك بسبب تردي أوضاع الزراعة وضيق سبل العيش، أمام الشريحة الكبري من السكان(حوالي 80%) التي تعيش علي الزراعة، وتشتهر بوداي بكثرة الطلاب الجامعيين والحاصلين علي إجازات بين سكانها.منازلها وأسوارها بنيت من آلاف السنين، وتسمى “أحجار الغشيمة” لأنها غير متساوية وعفا عليها الزمن، وهي منازل قديمة وبعيدة عن بعضها البعض. سماءها قريبة، والشمس مفيدة، وتربتها غنية بالفوائد. تتمتع هذه القرية بأراضيها الشاسعة وأشجارها الكثيفة والقديمة. الواقعة بين الجبال والسهول الخصبة 

## التسمية والآثار
كلمة بوداي من أصل فينيقي قديم، حيث يدل المقطع "داي" علي الغنى والوفرة، ودخل علي المقطع حرف الباء للدلالة علي المكان، فأصبح الاسم "بداي" بمعني مكان الوفرة والغنى، وتم تحريفها مع مرور الأيام فأصبحت تنطق بوداي، وهي ليس لها علاقة بالكلمة الآرامية- السريانية "بودي" التي تعني المغفلين، وغلاظ العقول. وجد في أراضي بوداي بعض الأواني المحطمة وبعض الحجارة والكتابات القديمة المنقوشة علي الصخور مما يدل علي قدم البلدة.

## عائلاتها
غالبية السكان من بلدة بوداي من المسلمين الشيعة، بالإضافة إلي المسلمين السنين، كما توجد بالبلدة بعض العائلات المسيحية من طوائف ( البروتستانت، والروم الأرثوذكس، والمارونية، واللاتينية)، وأهم اسماء العائلات هناك: أيوب، الحسن، حسن، حمود، زكا، سليم، شمص، سعلوك، شورب، ضامن، طبيخ، عساف، فجة، كنعان، مصطفي، ملاح، ناصر الدين، اللقيس، الكموني، قاسم، مراد، شورب، زعيتر، عبدالله، عبد الساتر، المصري، مرتضى، الحرفوش، السبلاني، دياب، ياسين، قلوز، الحسيني، جعفر، طليس، المقداد، حجازي، عباس، الصعلوك، رعد، برو،علام، لقيس، ناصيف، يزبك

## مؤسسات البلدة
يوجد ببلدة بوداي مجموعة من المؤسسات سواء أكانت تربوية أم دينية أم صناعية أم صحية، والتي نذكر من بينها: جامع قديم، وحسينية حديثة البناء، ومقام للنبي صادق يقع علي تلة غربي البلدة وسط منطقة حرجية، ويوجد بالبلدة أيضاً رسمية ابتدائية مختلطة، ورسمية متوسطة مختلطة، ومدرسة خاصة أسسها حزب الله 1986م، يتعلم فيها أكثر من 500 طالب من أبناء البلدة والقري المجاورة، ويوجد بها مستوصف تابع للهيئة الصحية الإسلامية، كما يوجد بها أكثر من (30) مزرعة للدواجن ومزرعة للالبان، وللقرية بلدية كانت تسمي بلدية بوداي ، وتم تعديل اسمها بعد ضم قرية العلاق لها ليصبح اسمها بلدية بوداي والعلاق.

## أعلام[9]
- علي حسين ناصيف سياسي لبناني من حزب الله.
- يحيى شمص، رجل أعمال وسياسى، ولد 1945م ، عمل نائبًا في الفترة من 1992-1996م
- علي حسن شمص، مدير القسم المالي في الصندوق الوطني للضمان الاجتماعي.
- علي محمد عساف، شاعر
- نعمت كنعان، ناشطة في روابط خيرية واجتماعية، تم اختيارها إمرأة العام 1999م من "أميركان بيوغرافيكال" ، كما تم منحها جائزة سعيد عقل 2001م.

## روابط خارجية
- بوداي علي البرنامج الوثائقي بلادي.
- صفحة بوداي علي Lebandata.org
- لمتابعة حالة الطقس في بوداي.
- مواقيت الصلاة في بلدة بوداي.